# Migas
Migas là một chi nhện trong họ Migidae.

## Hình ảnh

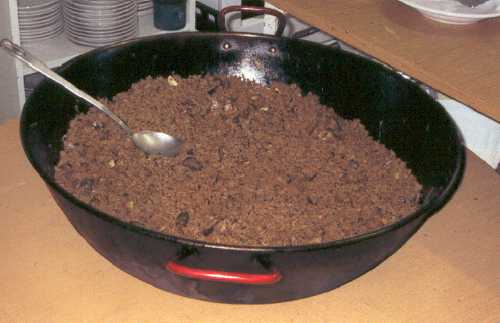
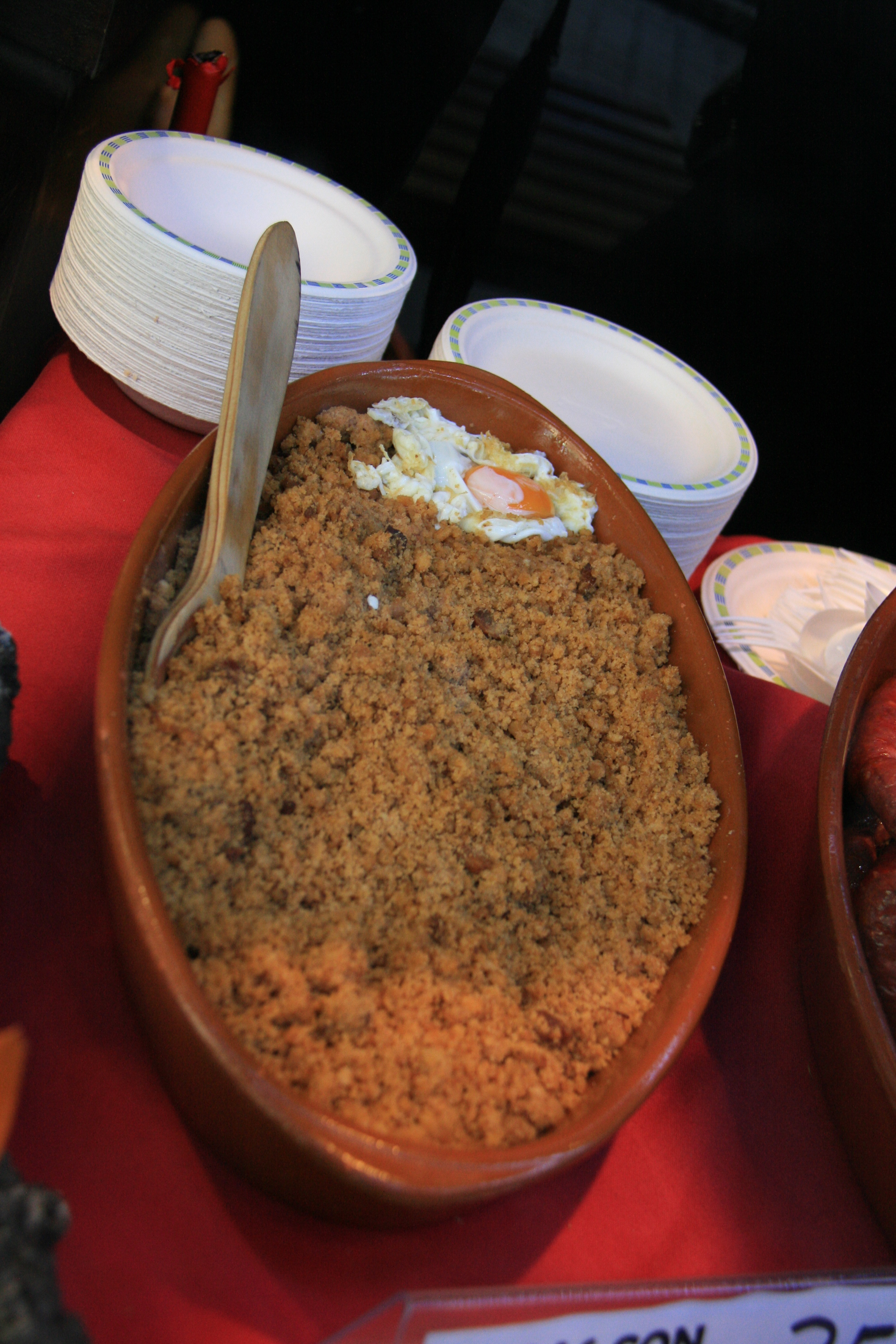
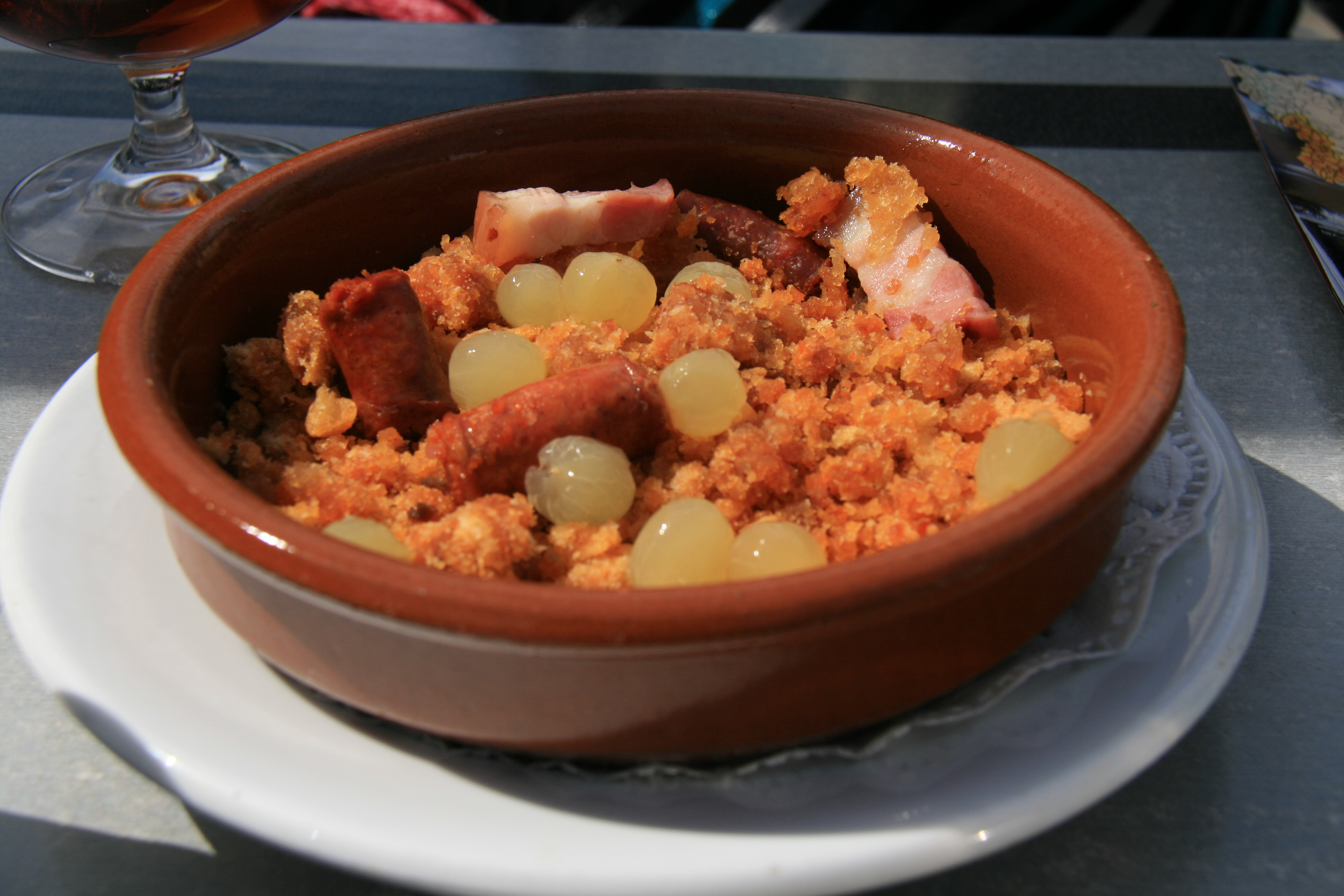
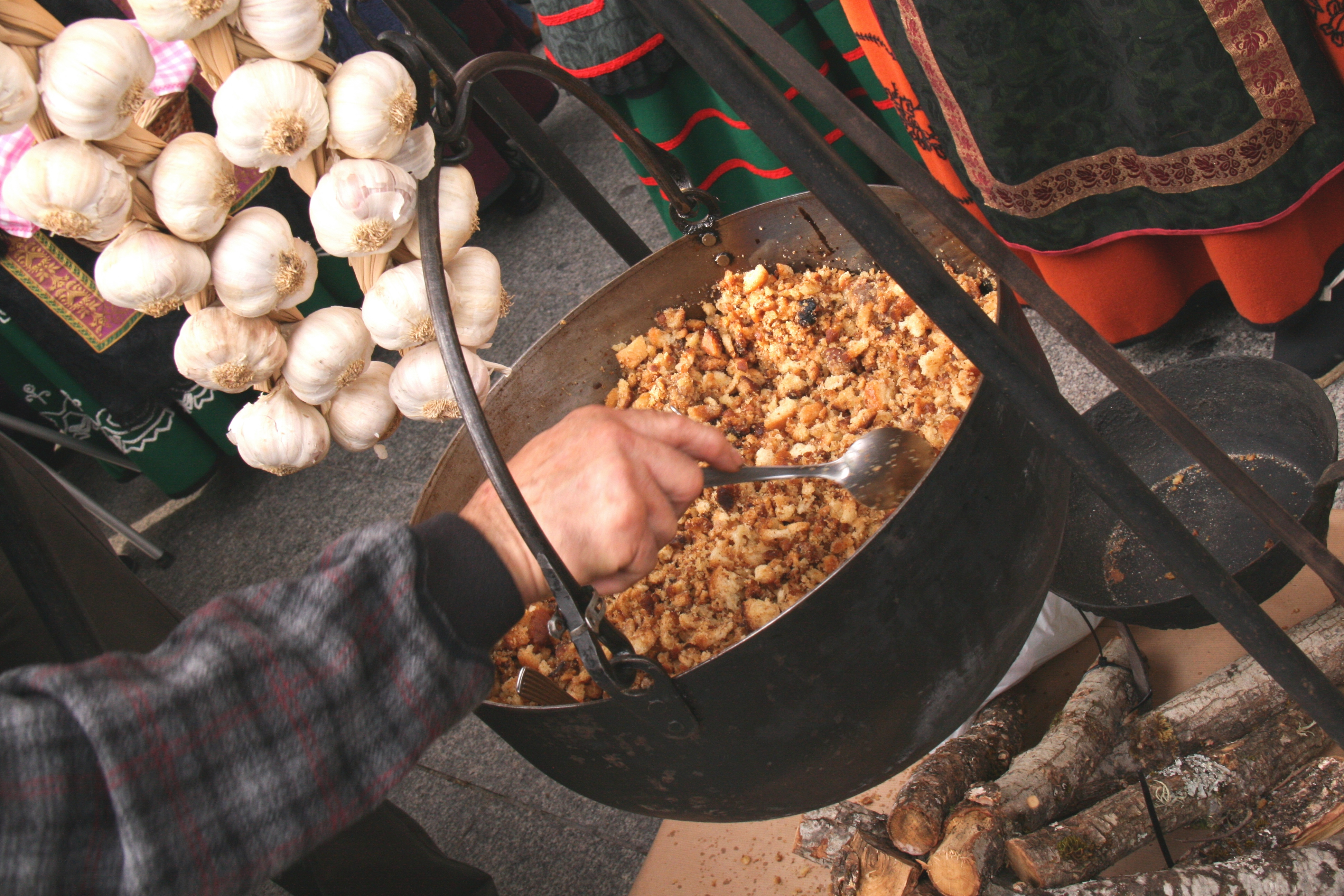